# 동화장
동화장(일본어: 桐花章 토카다이주쇼[*], 영어: Order of the Paulownia Flowers)은 일본의 훈장 가운데 하나이다. 1888년(메이지 21년) 1월 4일에 욱일장의 최상위에 추가된 훈장이다.

## 같이 보기
- 바스 훈장
- 독일연방공화국 공로장